# SMASH (前田亘輝のアルバム)
『SMASH』(スマッシュ)は、前田亘輝の3枚目のアルバム。1989年12月1日に、CBS/SONY RECORDSから発売後、2007年6月20日にSony Music Associated Recordsから再発売。

## 概要
TUBEの春畑道哉がギターにで参加した1年振り3枚目のソロ・アルバム。
10曲目「一期一会」の歌詞は全て四字熟語であるが、その熟語以外には「女子大生」が含まれている。

## 収録曲
- CDブックレットに記載されたクレジットを参照[4]。

| 全作詞: 前田亘輝、全編曲: M-Project。 |                        |          |          |      |
| #                                     | タイトル               | 作詞     | 作曲     | 時間 |
| 1.                                    | 「SMASH」              | 前田亘輝 | 前田亘輝 | 3:03 |
| 2.                                    | 「フォローマン」       | 前田亘輝 | 織田哲郎 | 3:25 |
| 3.                                    | 「Dancing in my room」 | 前田亘輝 | 織田哲郎 | 4:38 |
| 4.                                    | 「DIRTY OL' CITY」     | 前田亘輝 | 織田哲郎 | 4:46 |
| 5.                                    | 「THE RAIN」           | 前田亘輝 | 中島正雄 | 4:47 |

| 全作詞: 前田亘輝、全編曲: M-Project。 |                    |           |          |      |
| #                                     | タイトル           | 作詞      | 作曲     | 時間 |
| 6.                                    | 「今 インフレ」    | 前田亘輝  | 宮原学   | 4:59 |
| 7.                                    | 「いいかげん」     | 前田亘輝  | 中島正雄 | 3:20 |
| 8.                                    | 「Heartless Girl」 | 前田亘輝  | 前田亘輝 | 4:45 |
| 9.                                    | 「Open Your Eyes」 | 前田亘輝  | 宮原学   | 4:41 |
| 10.                                   | 「一期一会」       | 前田亘輝  | 前田亘輝 | 3:50 |
| 合計時間:                             | 合計時間:          | 合計時間: | 42:14    |      |

## スタッフ・クレジット
- CDブックレットに記載されたクレジットを参照[5]。

### 参加ミュージシャン
- 樋口宗孝 (LOUDNESS) - ドラム
- 大堀薫 (BLUEW) - ベース、キーボード
- 鮫島秀樹 (HOUND DOG)  - ベース
- 寺沢功一 (BLIZARD)  - ベース
- 春畑道哉 (TUBE) - ギター
- 松川敏也 (BLIZARD) - ギター
- 織田哲郎 - ギター
- 中島正雄 - ギター
- 宮原学 - ギター
- 小島良喜 - キーボード
- 妹尾隆一郎 - ブルースハープ
- 稲葉浩志 (B'z) - コーラス

### 録音スタッフ
- 長戸大幸 – プロデューサー
- 中島正雄 - ディレクター
- 野村昌之 - レコーディング、ミックス
- 市川孝之 – アシスタント・エンジニア
- Tatsuya Shimokawa - アシスタント・エンジニア
- スタジオバードマン・ミキシング・チーム – アシスタント・エンジニア
- 笠井鉄平 – マスタリング・エンジニア

### 美術スタッフ
- 仁張明男 – アート・ディレクション、デザイン
- 橋本尚美 – アート・ディレクション、デザイン
- Mki Fukai - スタイリスト
- 山内順仁 – 写真撮影
- Hiroko Tanaka - ヘアー、メイクアップ

### その他スタッフ
- WHITE MUSIC - アーティスト・マネージメント
- 渡部良 - アーティスト・マネージメント
- 津田敏忠 - アーティスト・マネージメント
- 小松久 - スペシャル・サンクス
- Hiroyoshi Oku - スペシャル・サンクス
- Vivi - スペシャル・サンクス
- 橋爪健康 – エグゼクティブ・プロデューサー
- 菅原潤一 – エグゼクティブ・プロデューサー

## リリース日一覧
| No. | リリース日    | レーベル                       | 規格         | カタログ番号 | 備考                   |
| --- | ------------- | ------------------------------ | ------------ | ------------ | ---------------------- |
| 1   | 1989年12月1日 | CBS/SONY RECORDS               | CD           | CSCL-1065    |                        |
| 2   | 2007年6月20日 | Sony Music Associated Records  | CD           | AICL-1864    |                        |
| 3   | 2012年11月7日 | ソニー・ミュージックレーベルズ | AAC-LC       | -            | デジタル・ダウンロード |
| 4   | 2012年11月7日 | ソニー・ミュージックレーベルズ | ロスレスFLAC | -            | デジタル・ダウンロード |